# Damiano Lestingi
Damiano Lestingi (né le 22 avril 1989 à Civitavecchia) est un nageur italien, spécialiste du dos mais pratiquant également la nage libre et le 4 nages.

## Carrière sportive
Il débute en 2006 aux Championnats d'Europe juniors de Palma de Majorque en remportant deux médailles d'or et une de bronze dans les trois épreuves de dos. lors des Championnats du monde qui suivent, il remporte quatre titres et termine deux fois deuxième. À la fin de la même année, il remporte également son premier titre italien sur 100 m dos. Il est alors convoqué pour les mondiaux de Melbourne, où il est finaliste avec le relais 4 x 100 m 4 nages : il termine sixième. Il poursuit avec les Championnats d'Europe juniors où il gagne encore l'or du 200 m dos, dans ce qui va devenir son épreuve préférée, l'or du relais 4 x 100 m 4 nages, et en montant sur le podium du 100 m dos et du relais 4 x 200 m.

## Palmarès

### Championnats d'Europe
- Championnats d'Europe en petit bassin 2010 à Eindhoven (Pays-Bas) :
  -  Médaille d'argent du 100 mètres dos.
  -  Médaille d'argent du 200 mètres dos.
- Championnats d'Europe en petit bassin 2012 à Chartres (France) :
  -  Médaille de bronze du 100 mètres dos.